# 约施卡·菲舍尔

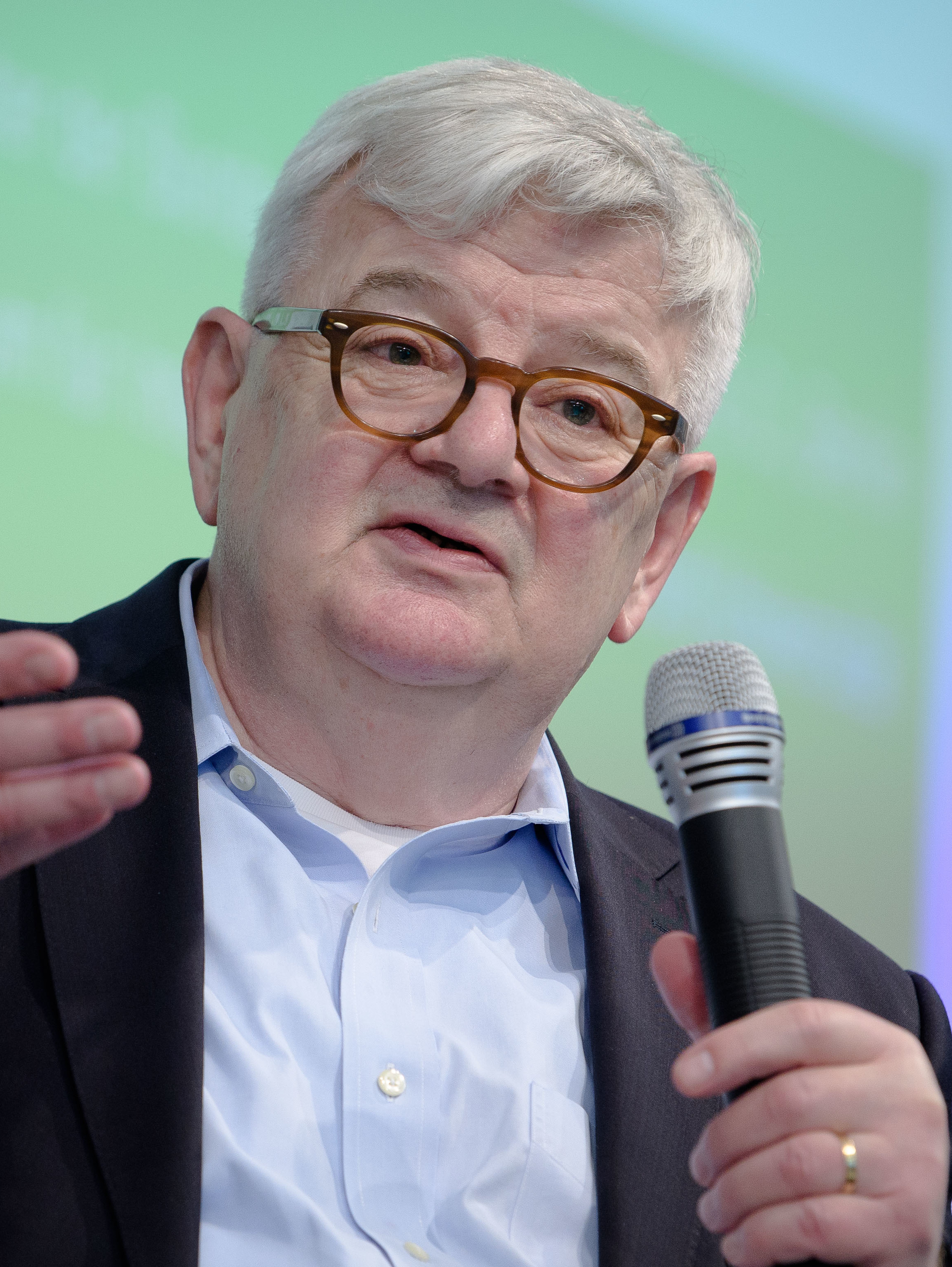
约施卡·菲舍尔（2018年）

约瑟夫·马丁·“约施卡”·菲舍尔（德語：Joseph Martin "Joschka" Fischer，1948年4月12日—），生于巴登-符腾堡的盖拉布龙，1998-2005年期间任德国外交部长、德国副总理一职，1999年1月1日-1999年6月30日任欧盟议会主席。他曾经是德国绿党（B'90/）内的一名重要人物，2005年德国联邦议院选举之后退出政治舞台。

## 生平

### 年轻时期
菲舍尔是一名屠夫的第三个孩子，1946年他的父母作为匈牙利籍德国人居住在布达凯希，之后整个家庭搬到位于施韦比施哈尔县的Langenburg。约施卡·菲舍尔的名字约施卡（Jóska ）来源于匈牙利名字约瑟夫（József）。
幼年时期菲舍尔是家乡天主教教会的辅祭。在即将结束10年级课程时，他于1965年中断了位于斯图加特的戴姆勒高中课程，之后开始学习摄影，1966年又放弃了摄影学习。之后他做过玩具售货员，在1966年11月菲舍尔的姐姐和他的父亲去世。

## 婚姻、家庭
2005年10月29日菲舍尔与米努·巴拉提（1976年出生）在罗马结婚。巴拉提是2003年夏与菲舍尔同居，她出身于一个伊朗反对派的家庭。2004年11月菲舍尔在柏林的（Bundespresseball）与巴拉提公开露面。
菲舍尔之前的四任妻子分别是：商人Edeltraud Fischer（婚姻维持1967年—1984年），建筑师Inge Vogel（婚姻维持1984年—1987年），记者Claudia Bohm（婚姻维持1987年—1999年）和记者Nicola Leske（婚姻维持1999年—2003年）。
菲舍尔与第二任前妻—建筑师Inge有两个孩子（男、女孩各一个），2005年4月，他第一次当上了爷爷。
现今，他生活在柏林。